# 中国国民党修改历史的质疑

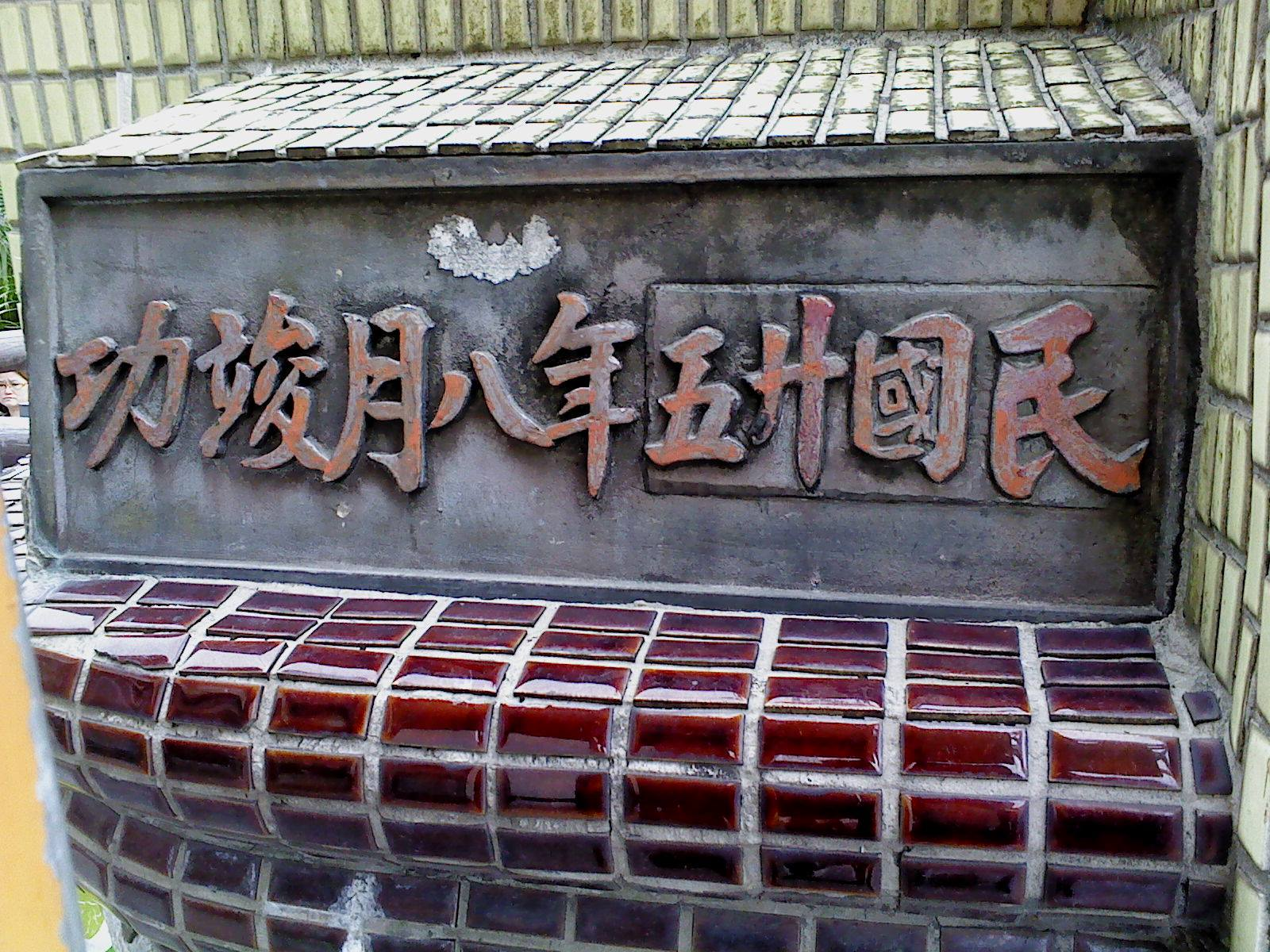
位于臺灣新北市新店区的碧潭吊橋的原「昭和十二」字樣以「民國廿五」代之，並遺留挖填的痕跡。

中国国民党修改历史的质疑是指中国国民党建党以来，通过政治运动、政治宣传、言论审查和调整课纲等方式对中国历史、台湾历史以及其自身党史进行的修改。对于这种“修改歷史史實以及相關的概念和定義”的做法，引起了民主进步党在内的非蓝营政治势力的不满。

## 历史事件

### 黄花岗起义
廣州黄花岗起义发生在西元1911年（民國前一年）4月27日（清宣統三年三月廿九日），却将革命先烈紀念日定為國曆3月29日。1943年3月29日，中國國民黨三民主義青年團召開第1次全國代表大會，認為黃花崗烈士的事蹟更勝於五四運動，因此定此日為青年節，成為中華民國今日329青年節的由來。1948年，中華民國總統蔣中正公布此日為革命先烈紀念日，自此中華民國春殤定為此日（秋殤為9月3日軍人節）。
2011年1月10日，中國國民黨籍立法委員趙麗雲要求將青年節改為4月27日以還原歷史。趙麗雲指出，根據歷史這個3月29日是農曆，辛亥年發生的當日，應該是陽曆的4月27日。她認為，如果政府要把這個日子做為春季國殤的日子，那就應該改為4月27日，畢竟華人都講究日子要對，祭祀也才會有意義。趙麗雲指出，從各方面的資料都可以證實，黃花崗之役發生的日子確實是辛亥年農曆的3月29日，1942年政府卻把陽曆3月29日訂為革命先烈紀念日延用至今，如果政府真要紀念這些革命先烈，並做為國殤的日子，那麼應該改為陽曆的4月27日。國民黨立委呂學樟認為，這個意見非常好，可以還原事實，既然要紀念，就應該把歷史事實充分顯現出來，才能符合紀念的意義。
不過，國民黨立委帥化民卻認為，改日期沒有意義，更沒有必要，因為329已經深入人心，任何人聽到3月29日就知道是紀念革命先烈，反而不了解4月27日是什麼日子，這件事一動不如一靜，重點是要緬懷先烈的精神，而不在日子是哪一天。此事在臺灣政壇尚無統一意見。

### 五四运动
一般史学观点认为，五四运动是北平青年学生自发进行的爱国运动。而一些国民党籍学者却强行将五四运动与中国国民党联系起来，强调五四运动系由国民党所领导。并将其与孙中山的三民主义相联系，主张五四运动“就是现在一致努力的国民革命运动”。有学者认为，这是国民党有意识地修改历史记忆的行为。作家胡适晚年定居台湾时曾表示，“此间人家写的五四运动的文章，我连看都不要看，他们只有党派的立场，决没有客观的判断。”

### 二二八事件
2014年国民党马英九政府主导的臺灣高中課程綱要微調案的公民課綱中，對於政府侵害人權部分，刪除了二二八事件、白色恐怖、德國納粹等實質舉例，改為「政府濫用權力對人民的迫害，以及殖民地政府對殖民地人民的歧視」這個概括式敍述。在多元文化單元中，原為「介紹文化權與多元文化」，改為「說明臺灣社會所具有的中華文化傳統，並介紹文化權與多元文化」。
對於刪除臺灣白色恐怖時期，教育部認為，白色恐怖原是課綱中的例子，雖然被移除，但任課老師在課堂上仍可透過補充方式，增加學生的多元知識，不強迫教導。
公民教師行動聯盟發言人、大直高中老師黃益中說，老師一直是質疑公民科課綱刪除二二八等人權事件，因此造成教科書商刪減了相關內容，將使公民課本中對人權及政府職權的討論失去篇幅與重視；但是馬政府卻拿歷史科課綱還有二二八來混淆。他同時反駁取消白色恐怖是為了減輕教師負擔的說法，因為課程中加重了要介紹中華文化。但國家教育研究院教科書發展中心主任楊國揚說，課綱本來就是原則性描述、參考，白色恐怖原是課綱中的例子，課綱將這個例子移除，給與教科書編寫更多自由。國家教育研究院指出，在公民科教科書中，6家書商仍有4家提及白色恐怖內容，南一版則新舊版均未提及，僅康熹版將白色恐怖移除。

### 美麗島事件
美麗島事件，當時中華民國政府稱其為「高雄暴力事件叛亂案」。1987年，國民黨政府開放黨禁報禁，在隨後的1990年，李登輝發佈了對美麗島事件「政治犯」的特赦令，並宣佈相關判決無效，該事件得以在臺灣正名。

## 历史研究与教学

### 中國國民黨歷史问题
在中國國民黨建黨120週年之际，有泛綠媒體整理了「教科書不講、被媒體遺忘等鮮為人知的」中國國民黨相關編年史懶人包。

### 宣扬国民党的历史观点
中華民國解嚴前，國民政府也曾利用教科書灌輸中國民族主義、反共主義、三民主義統一中國及三民主義甚至對孫文、兩蔣的個人崇拜等當時國民黨之官方意識形態。臺灣民主化後，李登輝的兩國論以及陳水扁主導的去中國化也遭到許多人士的批評。而亲绿人士也批评蓝营通过宣扬“大中国史观”的教科书。
2014年，国民党马英九政府主导的臺灣高中課程綱要微調案进行调整的課綱中，分為政治、經濟、社會及多元文化，在微調課綱中，前三個單元改為由光復至遷台，40年代至60年代，60年代之後的政經發展，第四單元為社會變遷與文化發展，教學單元被重新設計，著重於以年代順序講述政治及經濟發展。根據「台灣與海洋亞洲」研究社群在臉書發表「高中台灣史課綱『微調』教育部說詞vs.真相版」及「台灣史課綱變動表」比對後指出，光課綱「字數」在「微調」後，修改內容達139.3%。原課綱以政治、經濟、社會、文化分別介紹，改定後，大幅增加了政治方面的內容，社會文化合併為一節，大幅刪減文化發展方面的介紹。以光復取代接收，強調政府各項施政的正面成就，將經濟發展成果與政府政策連結，刪除環保方面的影響。台灣地位與兩岸關係中，刪除與兩國論有關部份，避免提及中華人民共和國的存在，改為中國大陸。

### 社会经济“去日本化”
1945年3月23日，当时的国民党政府頒布《台灣接管計畫綱要》，在綱要中揭明施政的首要目標，為「增強民族意識，去除奴化思想」，具體措施包括教科書使用國定本或審定本，推行國語運動等。
10月24日，陳儀抵達台灣。12月31日，陳儀發表談話，以政治、經濟、心理三大建設為施政方向，心理建設又稱文化建設，即是中華文化重建工作。1974年2月25日，中華民國內政部發布《清除臺灣日據時代表現日本帝國主義優越感之殖民統治紀念遺跡要點》。
事实上，戰後初期的禁用日語政策，造成台灣人一夕變成文盲，引起反彈；復加上國民政府的貪腐失政導致民不聊生和對台灣人民的歧視與打壓，最終爆發台灣民眾大規模反抗政府的「二二八事件」。之後反使台灣人開始對日本時代產生一些層面的懷念。而閩南語、客家語乃至於原住民語言仍保有大量出自日文的辭彙，持續被民間沿用至今。許多日語歌曲仍被民間所傳唱。解嚴後隨著台灣主體意識的興起、社會的開放、對日本統治時期的再度評價，以及日本流行文化的傳入，目前日語是台灣人首選的第二外國語。現今台灣社會反而又再度興起欣賞日本文化的潮流，對中國的認同逐年滑落。